# Kolonia Kurowice
Kolonia Kurowice [kɔˈlɔɲa kurɔˈvit͡sɛ] est un village polonais de la gmina de Sabnie dans le powiat de Sokołów et dans la voïvodie de Mazovie, au centre-est de la Pologne.
Il est situé à environ 3 kilomètres au nord-est de Sabnie, 16 kilomètres au nord-est de Sokołów Podlaski et à 98 kilomètres à l'est de Varsovie.